# В
Das We (В und в) ist der dritte Buchstabe des kyrillischen Alphabets. Er sieht genauso aus wie ein großgeschriebenes lateinisches B, wird aber anders, nämlich wie das deutsche w (in Lautschrift: /v/), ausgesprochen.
Sowohl dieser Buchstabe als auch das Be (Б und б) sind aus dem griechischen Buchstaben Beta abgeleitet, welches nachweislich bereits /v/ ausgesprochen wurde, als das kyrillische Alphabet entstand. Sein alter Name war Vedi, er hatte einen numerischen Wert von zwei.
Im Russischen und im Bulgarischen wird das We /v/, ähnlich dem deutschen W, ausgesprochen, außer am Wortende, wo es für [f] steht (Auslautverhärtung), und vor einem palatalisierenden Vokal, wo es sein Lautwert /vʲ/ ist.
Im Ukrainischen kann das We im Silbenauslaut auch den Lautwert eines konsonantischen u (ähnlich der englischen Aussprache des w) einnehmen, so zum Beispiel im ukrainischen Namen der Stadt Lemberg: Львів (/lʲviw/).
In auf dem Balkan gebräuchlichen Schriftschnitten wird das kleine We oft nicht wie ein verkleinertes großes We, sondern genauso groß und dafür abgerundeter geschrieben. Es erinnert in dieser Form an ein deutsches ß oder an die Ziffer 8.

## Zeichenkodierung
| Standard  | Standard    | Majuskel В                 | Minuskel в               |
| --------- | ----------- | -------------------------- | ------------------------ |
| Unicode   | Codepoint   | U+0412                     | U+0432                   |
| Unicode   | Name        | CYRILLIC CAPITAL LETTER VE | CYRILLIC SMALL LETTER VE |
| UTF-8     | UTF-8       | D0 92                      | D0 B2                    |
| XML/XHTML | dezimal     | &#1042;                    | &#1074;                  |
| XML/XHTML | hexadezimal | &#x0412;                   | &#x0432;                 |